# Файст, Иммануэль
Иммануэль Готлоб Фридрих Файст (нем. Immanuel Gottlob Friedrich Faißt; 13 октября 1823, Эсслинген-на-Неккаре — 5 июня 1894, Штутгарт) — немецкий органист, композитор и музыковед

.

## Биография
В 1840 г. поступил в Тюбингенский университет, чтобы изучать теологию, но отказался от богословской карьеры ради музыки. В 1844 г. Файст показал свои сочинения Феликсу Мендельсону, который порекомендовал ему не поступать никуда учиться, а совершенствовать своё мастерство самостоятельно. В 1847 г. Файст обосновался в качестве органиста в Штутгарте, основав здесь школу органистов, а в 1857 г. приняв активное участие в организации Штутгартской консерватории, которую и возглавлял до самой смерти. Тюбингенский университет присвоил Файсту докторскую степень за исследование «История фортепианной сонаты» (нем. Beiträge zum Geschichte der Claviersonate). В дальнейшем Файст опубликовал «Школу хорового пения» (нем. Chorgesangschule; 1880). Файст также принимал участие в редактировании собрания фортепианных произведений Бетховена.